# حسقيل قصاب
حسقيل قصاب (1899- 1969) وهو من أشهر قراء المقام العراقي في القرن العشرين وقد برع في إداء مقامات المنصوري والحديدي والحجاز. لقب رائد الكلاسيكية الجديدة في الغناء المقامي، وهو يكاد يكون من أبرز المغنّين العراقيين من يهود العراق.

## حياته
ولد حسقيل ساؤول قصاب في بغداد في العقد الأخير من القرن التاسع عشر، ولا تعرف سنة ولادته بالضبط ولكن يرجح البعض أن تكون ولادته في سنة 1899 ، يعتبر حسقيل واحد من أهم أتباع الطريقة القندرجية في الغناء التي تأثرت بطريقة غناء مطرب المقام المشهور رشيد القندرجي. هاجر إلى اسرائيل بعد ان تم ترحيل اليهود من العراق نتيجة الصراع العربي الإسرائيلي، حيث واصل هناك قراءة المقام وقام بتسجيل الاغاني في الإذاعة الإسرائيلية، حتى توفي في إسرائيل عام 1969. 

## كلاسيكية حسقيل قصاب
الكثير من المقامات التي غناها حسقيل قصاب ليست مقامات قليلة القيمة الفنية، بمقدار ما هي مقامات تدل على تمسك حسقيل قصاب بتطبيق الأصول المقامية. لأن حسقيل لم يكن يميل إلى تحشيد قطع وأوصال كثيرة داخل المقام، فكان لا يرغب كثيرا في الانتقالات السلمية من مقام إلى مقام ومن جنس إلى جنس ويعقد المسألة على السامع، ولا يسهب في الانتقالات ويحافظ على كيان ذلك المقام المغنى. حيث كان مثل أستاذه رشيد القندرجي الذي كان يوجز في المقام. مع عدم الانتقال إلى مقام والثبات على نغمة لها جمالياتها.

## وصلات خارجية
- (موقع يوتيوب) - مقام حجاز شيطاني - حسقيل قصاب
- (صحيفة إيلاف الإلكترونية) - تكون العقل اليهودي العراقي عبر التأريخ، د. مجيد القيسي GMT الخميس 07 أغسطس 2008 10:00